# Aeroportul W. H. Bramble
Aeroportul W. H. Bramble (IATA: MNI, ICAO: TRPM) este un aeroport din Montserrat, Teritoriile britanice de peste mări, Regatul Unit ce deservește zona Plymouth. A fost numit după William Henry Bramble⁠(d).
Situat la o altitudine de 168 m, aeroportul dispune de o singură pistă.